# Locronan
Locronan (en bretó Lokorn) és un municipi francès, situat a la regió de Bretanya, al departament de Finisterre. L'any 2006 tenia 800 habitants. El 23 de novembre de 2007 el consell municipal va aprovar la carta Ya d'ar brezhoneg.

## Demografia
| 1962                                       | 1968 | 1975 | 1982 | 1990 | 1999 |
| ------------------------------------------ | ---- | ---- | ---- | ---- | ---- |
| 715                                        | 672  | 686  | 704  | 796  | 799  |
| Des de 1962: població sense dobles comptes |      |      |      |      |      |

## Administració
| Període   | Identitat          | Partit |
| --------- | ------------------ | ------ |
| 2001-2008 | Mercel Férec       |        |
| 2008-     | Jean-Luc Engelmann |        |